# Tāne
Pour les articles homonymes, voir Tane.
Tāne (également appelé Tāne-mahuta, Tāne-nui-a-Rangi, Tāne-te-waiora et plusieurs autres noms) est l'atua des forêts et des oiseaux, et le fils de Rangi et Papa, dans la mythologie maorie. Il fait partie, avec Rongo et Tūmatauenga, du trio des plus importants êtres tutélaires départementaux du mythe maori.
À Tahiti, Tāne était le dieu de la paix et de la beauté.

## Tāne dans le Mythe créateurte Arawa
Dans le mythe de la création maori te Arawa, Tāne-mahuta (dit Tāne) est le fils de Ranginui et Papatūānuku (dits Rangi et Papa), respectivement le ciel père et la terre mère, qui ont l'habitude de s'allonger dans une étreinte étroite tandis que leurs nombreux enfants vivent dans les ténèbres entre eux.
| Image externe | |
|               | Lien vers l'œuvre Te wehenga o Rangi rāua ko Papa, par Cliff Whiting, un artiste d'origines Te Whānau-ā-Apanui. Les personnages sont, de gauche à droite : Tangaroa, dieu de la mer, Haumia, dieu des aliments non cultivés, Rongo, dieu des aliments cultivés, Tūmatauenga, dieu de la guerre et des humains, Tāne, dieu de la forêt, et Tāwhirimātea, dieu du vent. Tāne est en train de séparer Rangi et Papa. Pour des questions de droit d'auteur, sa reproduction n'est pas autorisée sur Wikipédia. |

Les enfants de Rangi et Papa se sentent frustrés d'être confinés dans l'espace exigu entre leurs parents. Tūmatauenga, futur dieu de la guerre, propose qu'ils tuent leurs parents. Mais Tāne n'est pas d'accord, suggérant qu'il serait préférable de les séparer, d'envoyer Rangi dans le ciel et de laisser Papa en bas pour prendre soin d'eux : « Non, non. Il vaut mieux les déchirer et laisser le ciel se tenir bien au-dessus de nous et la terre sous nos pieds. Que le ciel devienne comme un étranger pour nous, mais que la terre reste proche de nous comme notre mère nourricière. ». Tous les frères de Tāne sont d'accord, à l'exception de Tāwhirimātea.
Les frères de Tāne, Rongo, puis Tangaroa, Haumia et Tū tentent tous en vain de séparer les parents. Après de nombreuses tentatives, Tāne plante sa tête dans sa mère la terre et pousse son père le ciel avec ses jambes puissantes. Alors qu'ils sont en train de se séparer, Rangi et Papa crient et gémissent de douleur : « Pourquoi as-tu ainsi tué tes parents ? Pourquoi as-tu commis un crime aussi horrible que de nous tuer, de séparer tes parents ? » Mais Tāne maintient son effort et Rangi et Papa sont enfin séparés, laissant place à la lumière, et révélant qu'entre les corps de ses deux parents, une multitude d'êtres humains, engendrés par ces derniers, étaient restés cachés.
Alors Tāne rechercha des corps célestes comme lumières afin que son père soit habillé de manière appropriée. Il prend les étoiles et les jette en l'air, avec la Lune et le Soleil. Rangi a ainsi enfin l’air beau.
Tāwhirimātea, le dieu des tempêtes et des vents, est en colère parce que ses parents sont séparés. Il rejoint son père dans le ciel et punit la terre et la mer avec de violentes tempêtes,. Tāwhirimātea attaque les forêts de Tāne, brisant les troncs des arbres, les faisant tomber au sol, les laissant comme nourriture pour la pourriture et les insectes. Il attaque alors les océans, et Tangaroa, le dieu de la mer, s'enfuit. Deux des descendants de Tangaroa, Ikatere, père des poissons, et Tū-te-wehiwehi, père des reptiles, sont terrifiés par la fureur de Tāwhirimātea. Les poissons fuient dans la mer, et les reptiles dans les forêts.
Depuis lors, Tangaroa en veut à Tāne pour avoir caché ses enfants en fuite et lui déclare la guerre. Tāne fournit aux descendants de Tūmatauenga des canoës, des hameçons et des filets pour attraper les descendants de Tangaroa. Celui-ci riposte en renversant les canoës et en envoyant des inondations qui emportent maisons, terres et arbres.

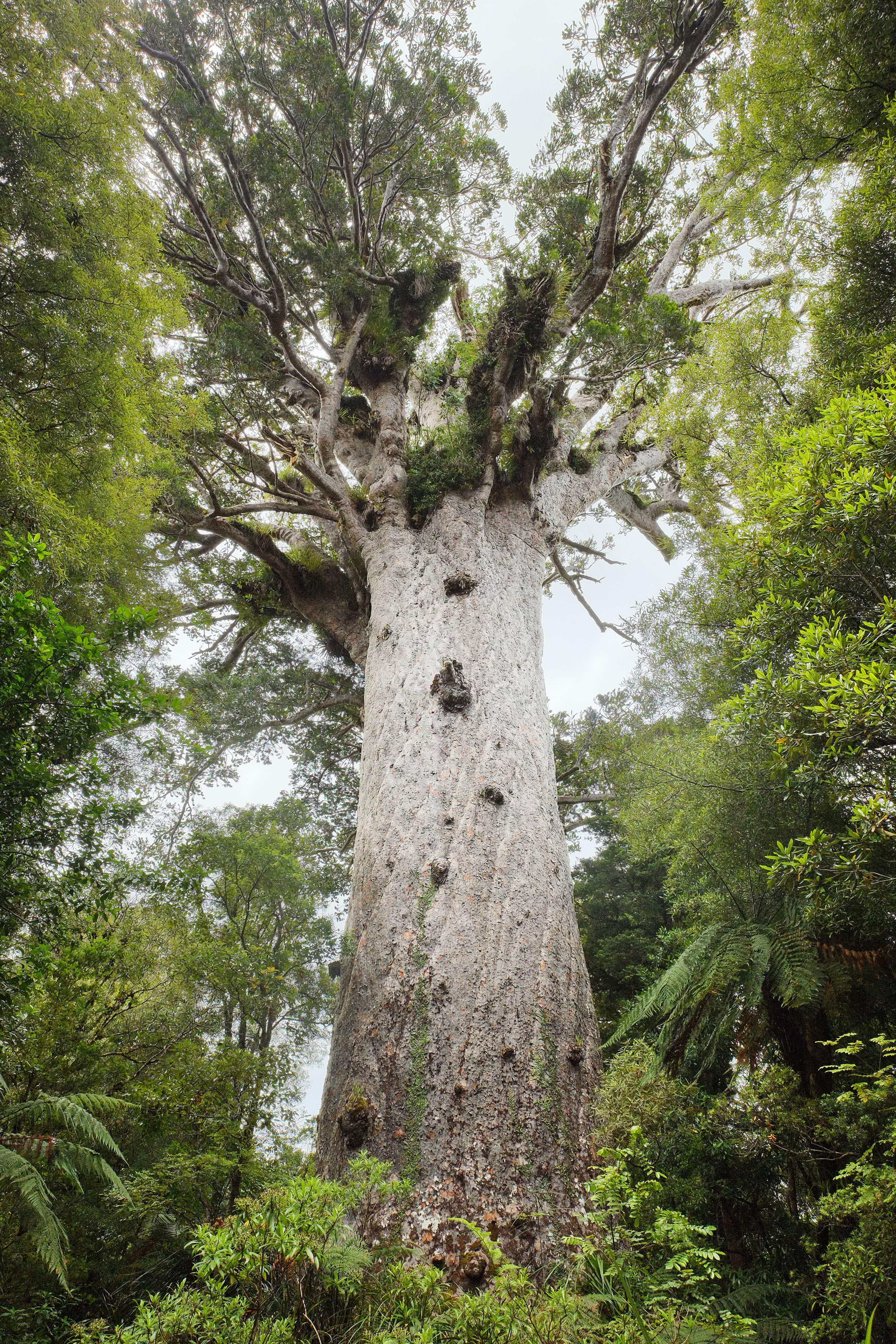
Tāne Mahuta, « Seigneur de la forêt ». Cet arbre massif, le plus grand kauri du monde, possède un tronc de plus de 4 mètres de diamètre et de près de 18 mètres de haut, la hauteur totale de l'arbre étant de plus de 51 mètres.

À son tour, Tūmatauenga, dieu de la guerre et des activités humaines, s'en prend à lui et à tous ses frères, pour l'avoir abandonné face à la furie de Tāwhirimātea. Il est aussi conscient que Tāne a une nombreuse progéniture, qui peut à terme lui faire du mal. Tūmatauenga crée alors de nombreux nœuds coulants à base de feuilles de whanake et dépose les pièges, qui empêchent les enfants de Tāne de se déplacer ou de voler. C'est ainsi que la légende maorie explique que les arbres soient fixés au sol.
Dans sa vengeance, Tūmatauenga dévore ainsi tous ses frères, sauf Tāwhirimātea qui lui resiste, et le force à se retirer. C'est ainsi que face à l'humanité, représentée par Tūmatauenga, les tempêtes et les ouragans, engences de Tāwhirimātea, demeurent en guerre permanente jusqu'à ce jour. Symboliquement, des attributs sont donnés à chacun des dieux. Tane-mahuta est associé aux forêts, aux oiseaux et aux insectes.

Un ancien dicton maori disait : 

« La multitude, la longueur, signifiaient la multitude des pensées des enfants du Ciel et de la Terre, et la durée du temps pendant lequel ils se demandaient s'ils devaient tuer leurs parents, pour que les êtres humains puissent être appelés à l'existence ; car c'était de cette manière qu'ils parlaient et se consultaient entre eux. »

## Ancêtre de l'humanité
Alors que la légende ci-dessus suggère que ce sont Rangi et Papa qui ont créé les premiers humains et que son frère Tūmatauenga est le dieu des activités humaines, certaines légendes disent que Tāne a créé le premier homme, nommé Tiki. Une tradition plus largement connue raconte que Tāne essayait de se trouver une épouse, mais au début, il ne trouva que des femelles non humaines et engendra des insectes, des oiseaux et des plantes. L'une d'elles était Rangahore (en), qui donna naissance à une pierre et fut abandonné par Tāne. Puis il créa une femme en la modelant à partir de la terre
Dans certaines histoires, Tāne épouse sa fille Hine-tītama sans qu'elle sache qui il est. En découvrant qu'elle a épousé son père, elle s'enfuit dans le monde souterrain et devient la déesse de la mort, Hine-nui-te-pō. Tāne la suit et la supplie de revenir. Elle lui dit de retourner dans le monde et d'élever leurs enfants, tandis qu'elle attendra en bas pour les recevoir lorsqu'ils mourront.
D’autres traditions parlent des trois paniers de connaissances que Tāne a fait descendre du ciel.